# Chasné-sur-Illet
Chasné-sur-Illet (bretonisch: Kadeneg; Gallo: Chasnaé) ist eine französische Gemeinde mit 1.702 Einwohnern (Stand: 1. Januar 2022) im Département Ille-et-Vilaine in der Region Bretagne; sie gehört zum Arrondissement Rennes und zum Kanton Liffré. Die Einwohner werden Chasnéens genannt.

## Geographie
Chasné-sur-Illet liegt etwa 15 Kilometer nordnordöstlich von Rennes am Fluss Illet, der die Gemeinde im Nordwesten begrenzt. Umgeben wird Chasné-sur-Illet von den Nachbargemeinden Saint-Aubin-d’Aubigné im Norden und Nordwesten, Ercé-près-Liffré im Nordosten, Liffré im Osten und Südosten, Saint-Sulpice-la-Forêt im Süden sowie Mouazé im Westen und Südwesten.

## Bevölkerungsentwicklung
| Jahr                       | 1962 | 1968 | 1975 | 1982 | 1990 | 1999 | 2006 | 2017 |
| Einwohner                  | 431  | 415  | 540  | 866  | 882  | 1139 | 1372 | 1357 |
| Quellen: Cassini und INSEE |      |      |      |      |      |      |      |      |

## Sehenswürdigkeiten
- Kirche Saint-Martin-de-Tours aus dem 12. Jahrhundert, Umbauten aus dem 18./19. Jahrhundert

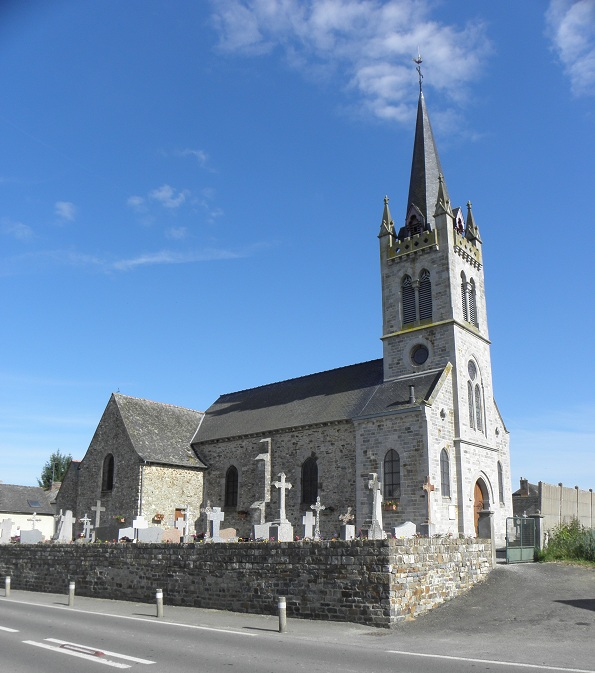
Kirche Saint-Martin-de-Tours